# 취소된 아폴로 계획 임무
1960년대에서 1970년대 아폴로 계획에서 여러 계획된 임무 중 기술 방향의 변경, 아폴로 1호 화재 사고, 아폴로 13호 사건, 하드웨어적 지연, 예산 제한 등 다양한 이유로 취소된 아폴로 계획 임무가 있다. 대표적으로 취소된 아폴로 계획으로 아폴로 12호의 착륙 이후 마지막 달 탐사 승무원 임무였던 아폴로 20호가 취소되어 "건작업실"(사용하지 않은 S-IVB 새턴 IB 로켓 2단을 지상에서 조립)을 통해 스카이랩이라는 대체 임무로 전환되었다. 그 후 아폴로 18호와 19호 2개 임무도 앞서 언급된 아폴로 13호 사건과 추가 예산 삭감으로 취소되었다. 두 번의 스카이랩 임무도 결국 취소되었다. 새턴 V 완전체 2기는 사용하지 않고 남아 미국 내에 전시물이 되었다.

## 아폴로 1호 화재 사고 이전 계획된 임무

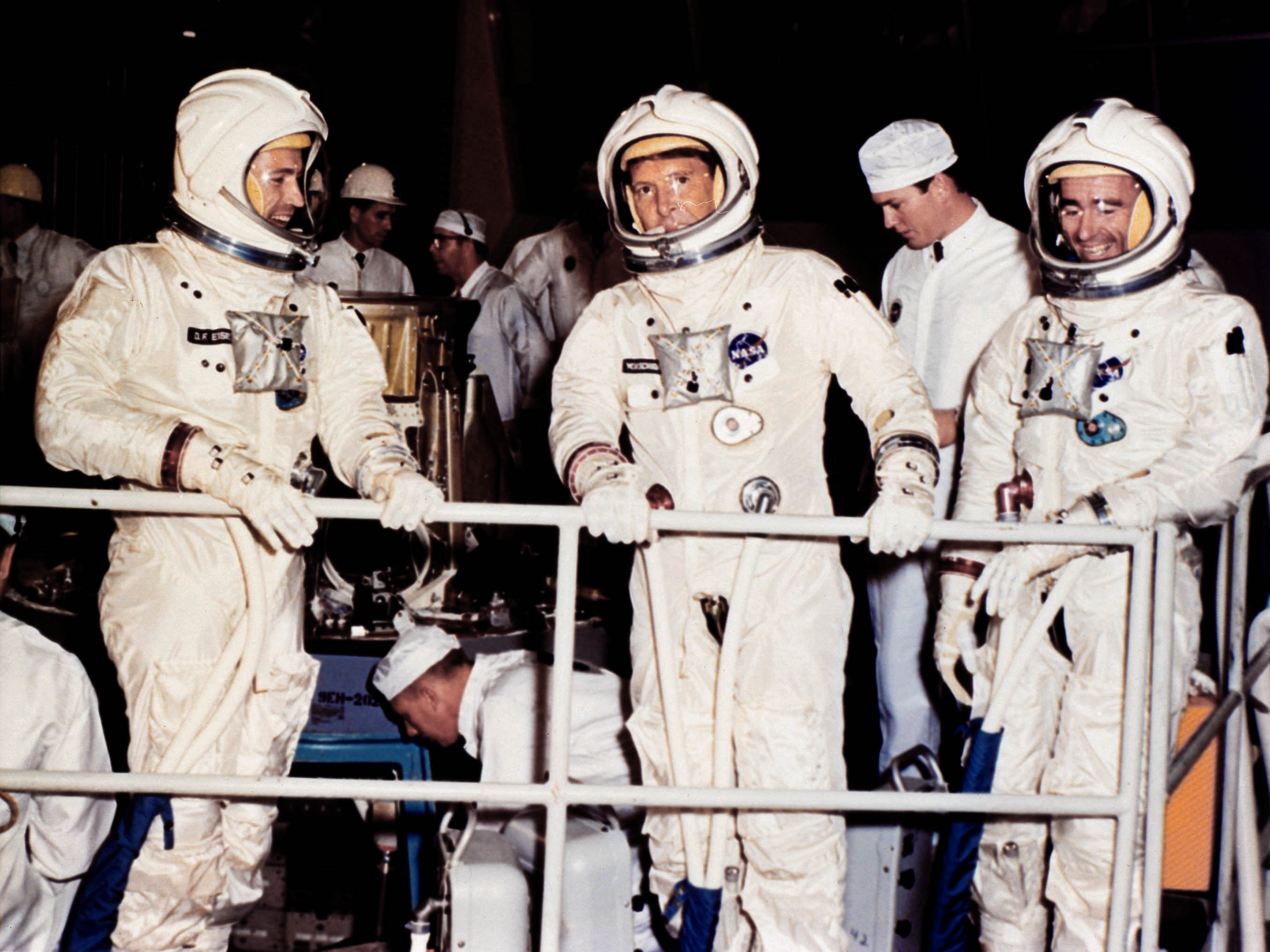
아폴로 1호 화재가 발생하기 전 두 번째로 계획된 아폴로 유인 비행의 주요 승무원이 노스아메리칸 공장에서 임무 시뮬레이터 테스트를 준비하고 있다. 왼쪽부터 오른쪽으로 수석 조종사 돈 F. 아이젤, 지휘조종사 월터 M. 시라, 조종사 월터 커닝햄이다.(1966년 9월 촬영)

1962년 9월 미국 항공 우주국(NASA)는 1965년과 1966년에 SA-11에서 SA-14까지 지정된 새턴 I 발사체를 사용해 부분 조립한 블록 I 아폴로 사령기계선(CSM) 지구 저궤도 시험 비행을 4차례 실시하기로 계획했다. 하지만 업그레이드된 새턴 IB 로켓과 달리 새턴 I 로켓의 허용탑장량 제한이 낮아 탑재된 시스템이 매우 제한되어 저궤도 비행 시험의 가치가 떨어졌다. 결국 NASA는 1963년 10월 이 계획을 취소하고 AS-204와 AS-205로 명명된 2차례의 새턴 IB 승무원 탑승 임무로 대체되었다. 이어서 AS-206에서 아폴로 달 착륙선(LM)의 첫 무인 비행이 이루어졌고, AS-207/208로 명명된 세 번째 유인 임무에서 AS-207를 사용해 개선된 블록 II CSM으로 승무원을 이륙시키고, AS-208에서 무인으로 발사된 LM과 랑데부 및 도킹을 시도하기로 계획했다.
1966년 3월 21일 선발된 AS-204 승무원은 지휘조종사 거스 그리섬, 선임조종사 에드워드 화이트, 조종사 로저 B. 채피로 구성되었으며 임무명은 나중에 아폴로 1호로 정해졌다. 이후 AS-205가 아폴로 2호, AS-207/208는 아폴로 3호로 이름붙여졌다. AS-205의 승무원은 월리 시라, 돈 F. 아이젤, 월터 커닝햄이다. 하지만 AS-205 임무는 나중에 불필요하다고 판단해 1966년 12월 22일 공식적으로 임무가 취소되었다.
이후 시라 및 그 승무원은 그리섬 승무원단의 백업용으로 전환되었고, 두 번째 유인 임무인 LM 임무는 AS-205/208로 재명명되어 원래 그리섬 승무원단의 백업이었던 지휘조종사 제임스 맥디비트, 데이비드 스콧, 러스티 슈바이카르트가 탑승한 임무가 되었다. 이들은 1967년 2월 발사를 준비하던 그리섬 승무원단과 함께 첫 블록 II 사령선 CM-101에서 곧바로 훈련을 시작했다.
그러던 중 1967년 1월 27일 발사대에서 테스트 중 우주선 선실 내에서 발생한 갑작스런 화재로 그리섬, 화이트, 채피가 사망하면서 수많은 안전 문제의 원인을 확인하고 해결하기 위해 19개월간 아폴로 계획이 중단되었다. 이 때문에 유인 블록 I 우주선 비행 계획도 중단되었고 사실상 모든 유인 임무 계획이 "재검토"에 들어갔다.

## 아폴로 1호 화재 이후 개발된 임무
1967년 9월 NASA는 최초의 유인 달 착륙 임무를 달성하는 데 필요한 필수 임무 유형에 관한 목록을 만들었으며 각 임무 유형은 영어 대문자 A부터 G까지 이름붙였고 G는 최초의 달착륙에 이름붙였다. 이 문자는 나중에 J까지 확장하여 후속 달 탐사 임무에도 이름붙여졌다.
아폴로 4호와 아폴로 6호는 2차례의 무인 새턴 V 시험 발사(A형 임무)로 이루어졌다. 세 번째 시험 발사도 계획되었으나 불필요하다고 판단해 취소되었다.
최초로 개발된 달 착륙선인 LM-1은 아폴로 5호라는 이름으로 무인 비행 임무(B형 임무)가 이루어졌다. LM-2를 사용한 두 번째 무인 시험 비행도 계획되었으나 불필요하다고 판단해 취소되었다. LM-2는 달에 사람을 착륙시킬 실제 LM처럼 보이도록 개조되어 스미스소니언 협회의 국립항공우주박물관에 기증되었고 현재는 아폴로 11호의 첫 착륙 시뮬레이터로 전시되어 있다.
시리의 승무원단은 1968년 10월 아폴로 7호라는 이름으로 첫 유인 CSM(기내 안전 개선안이 적용된 개조형 블록 II CSM-101)을 타고 C형 임무를 수행했다.
맥디비트의 승무원단은 최초의 유인으로 발전 LM 비행(D형 임무)으로 지정되었다. 아폴로 8호라는 이름으로 1962년 12월 계획했으며 새턴 IB 로켓 2개를 이용한 발사 대신 새턴 V 로켓 1개 발사체를 이용해 임무를 수행했다. E형 임무는 1969년 3월 프랭크 보먼이 지휘하는 7,400 km 고도를 정점으로 비행한 모의 달 탐사 임무에서 CSM와 함께 운용된 LM의 타원형 지구 중궤도 시험 임무로 이루어졌다.
아폴로 임무선 중 LM이 가장 기술적으로 문제가 많았다. 개발이 예정보다 늦어져 1968년 6월 LM-3가 케네디 우주 센터로 배송되었을 당시 기술적 결함이 최소 101개 이상 발견되었다. LM 제작의 주 계약자였던 그러먼 사는 D형 임무에 투입될 최초의 유인 LM이 최소한 1969년 2월까지는 기다려야 준비가 되기 때문에 전체 일정이 지연될 것이라고 예측했다.
아폴로 우주선 프로그램 사무서의 총책임자인 조지 로는 1968년 8월 해결책을 제시했다. CSM이 LM보다 3개월 먼저 준비된다면 1968년 12월에 CSM 전용 임무를 수행하자는 것이었다. 하지만 지구 궤도에서 CSM을 비행하는 C형 임무 대신 달까지 CSM을 보내고 궤도에 진입하는 시험을 할 수도 있었다. 이 임무는 C-프라임(C와 D 사이의 가상의 임무) 임무라고 불렀다.:466 새로운 임무를 통해 NASA는 달 비행을 위한 절차를 연습할 수 있었고, 이 임무가 없었다면 아폴로 10호 F형 임무까지 기다리기만 했어야 할 위험이 있었다. 또한 소련이 미국과의 우주 경쟁에서 앞서기 위해 12월에 자체적으로 달 비행을 계획하고 있다(존트 계획)는 미국 중앙정보국(CIA)의 우려도 있었다. LM-3 작업과 비행 준비에 익숙해진 맥디비트 승무원단은 아폴로 9호라고 이름붙여진 D형 임무에 계속 투입되었고 보먼 승무원단은 아폴로 8호에서 CSM 달 궤도 임무를 수행하면서 E형 임무는 취소되었다.
승무원단 교체는 누가 최초로 달에 발을 디딘 사람이 될지도 결정했다. 피트 콘래드는 맥디비트 승무원단의 예비사령관이었나 승무원단 교체 과정에 따라 3차례 비행 후 아폴로 11호의 사령관이 되었다. 보먼의 예비사령관이었던 닐 암스트롱은 승무원단 교체로 최초로 달에 간 인간이 되었다.

## 후속 달탐사 임무
NASA는 비행에 적합한 새턴 V 로켓 15기를 제작하기로 계약했다. 아폴로 11호는 6번째 새턴 V 로켓으로 달 착륙에 성공했고, 후속 착륙 임무를 위해 9기를 남겨두었다. 1972년 7월까지 약 4개월 간격으로 진행될 예정이었던 임무를 위해 각각 아래와 같이 착륙 지점이 정해졌다. 이 착륙지 목록은 아폴로 착륙지 선정위원회(ASSB) 또는 그 하위 여러 단체에서 작성되지 않았으며 실제 착륙지 선정은 1~2차례 비행 전 간단한 회의를 통해 정해졌다. 이 목록은 컨설팅 회사에서 작성한 것으로 계획이자 제안 사항일 뿐이었다. 취소된 아폴로 계획의 실제 착륙지 설정은 선정위원회 ASSB에서 진행했을 것이며, 이 임무는 착륙지 선정 절차를 완전히 거치지 않았으므로 아래 제시된 목록은 아폴로 계획 사무국이나 NASA 본부의 실제 계획이 반영되지 않은 목록이다. 도널드 윌리엄스의 《To A Rocky Moon》에서 참조한 내용이다.
- 아폴로 12호(H1) - 1969년 11월, 폭풍의 대양(서베이어 3호 착륙지)
- 아폴로 13호(H2) - 1970년 4월, 프라마우로 지형
- 아폴로 14호(H3) - 리트로브 충돌구
- 아폴로 15호(H4) - 켄소리누스 충돌구

마지막 5차례의 임무는 달에서 최장 3일까지 체류할 수 있고 아폴로 월면차도 탑재할 수 있는 확장 달 탐사 모듈을 사용한 J형 임무이다.
- 아폴로 16호(J1) - 데카르트고원
- 아폴로 17호(J2) - 마리우스 언덕
- 아폴로 18호(J3) - 코페르니쿠스 충돌구
- 아폴로 19호(J4) - 해들리 홈
- 아폴로 20호(J5) - 티코 충돌구(서베이어 7호 착륙지)

이후 임무는 최대 3년 후의 일이었기 때문에 세부 계획이 거의 세워지지 않았고 일부 비행의 경우에는 착륙 후보지로 다양한 곳이 올라왔다. 1969년 7월 28일 "NASA OMSF,유인 우주 비행 주간 보고서"에서는 아폴로 18호는 1972년 2월 슈뢰터 계곡에, 아폴로 19호는 1972년 7월 히기누스 홈 지역에, 아폴로 20호는 1972년 12월 코페르니쿠스 충돌구에 착륙할 예정이라고 작성했다.
마지막 3개 임무의 착륙 예정지 및 일정으로는 가상디 충돌구(아폴로 18호, 1973년 7월), 코페르니쿠스 충돌구(아폴로 19호, 1973년 12월), 마리우스 언덕 혹은 티코 충돌구(아폴로 20호, 1974년 7월) 등이 거론되었다.
여러 야심찬 아폴로 응용 계획이 계획되면서 1969년에도 새턴 V 로켓을 추가로 계약해 더 야심찬 달 탐사 임무를 수행하길 바랬다. 한편 1970년 3월 11일 작성된 NASA 보고서인 "아폴로 탐사 달 착륙 후보지에 대한 과학적 근거 요약서"에서 아폴로 18호는 코페르니쿠스 충돌구, 아폴로 19호는 해들리 봉우리(결국 아폴로 15호의 착륙지가 됨)를 목표로 삼았다. 아폴로 20호 임무는 2달 전 취소되었지만 보고서에서는 여전히 아폴로 19호의 대체 착륙지로 히기누스 홈 지역을 추천했다.

### 취소와 재조정
해리슨 슈미트는 아폴로 18호 혹은 19호에 탑승해 달에 간 첫 과학자가 될 가능성이 높았고, 돈 린드는 두 번째로 간 과학자가 될 예정이었다. 1970년 1월 4일 NASA는 아폴로 20호 계획을 취소한다고 발표하며 이로 남은 새턴 V 로켓을 이용해 스카이랩 우주정거장을 사용후 폐기된 새턴 IB 발사체의 S-IVB 상부단을 활용하는 "습식 작업실" 대신 지상에서 조립한 "건식 작업실"로 사용하겠다고 발표했다. 또한 예산 제한으로 새턴 V 로켓 생산은 15기로 제한되었다. NASA 부국장 조지 로는 계획된 3차례의 스카이랩 임무에 이어 마지막 3차례의 달 착륙 임무도 1973년과 1974년으로 일정이 변경되었다고 발표한 후 수석 우주비행사 디크 슬래이턴도 린드를 아폴로 응용 임무과로 전직시키면서 "20호를 취소하면서 더 이상 그를 위한 달 비행은 없다는 걸 깨달았다"고 말했다.
1970년 4월 아폴로 13호가 비행중 고장을 일으키며 또 한 차례 달 착륙이 무산되었고 프라마우로 지형 착륙지는 아폴로 14호의 착륙지로 지정되었다. 이후 1970년 9월 2일 NASA는 더 많은 예산 삭감 끝에 H4와 J4 임무도 취소하겠다고 발표했다. 스카이랩 임무도 1973년으로 연기되었고 최종 착륙 일정은 아래와 같이 정해졌다.
- 아폴로 14호(H2) - 프라마우로 지형 착륙, 1971년 2월 예정
- 아폴로 15호(J1) - 해들리-아펜니노 월산 착륙, 1971년 7월 예정
- 아폴로 16호(J2) - 데카르트고원 착륙, 1972년 4월 예정
- 아폴로 17호(J3) - 타르투스-리트로브 지형 착륙, 1972년 12월 예정

당시 NASA 현역 우주비행사 49명 중 35명이 임무를 맡기 위해 대기했다.
프로그램이 끝날 무렵 아폴로 17호의 LMP인 슈미트는 달의 뒷면에 있는 치올콥스키 충돌구를 목표로 달의 뒷면에 인류 착륙을 위한 적극적인 로비를 펼쳤다. 슈미트의 야심찬 제안에는 우주비행사가 동력하강과 달 표면 작업을 진행하는 동안 우주비행사와 연락할 수 있도록 기존의 텔레비전 적외선 관측 위성(TIROS 위성)을 기반으로 한 특수 통신 위성을 달 위성 궤도로 발사하자는 제안이 있었다. 하지만 NASA 관계자들은 자금 부족과 위험성 증가를 이유로 이 계획을 거부해 무산되었다.
1971년 8월 리처드 닉슨 대통령은 남은 달 착륙 계획(아폴로 16호 및 17호)를 모두 취소하자고 제안했다. 하지만 미국 관리예산실장 캐스퍼 와인버거는 이에 반대하며 남은 달 탐사 임무는 계속 진행하자고 설득했지만 만약 취소가 이루어졌다면 "아폴로 15호가 이미 필요한 데이터를 수집하는 데 성공했기 때문에 이전에 예상했던 시기보다 빨리 우주왕복선, 행성 대탐사 계획, NERVA 계획으로 전환할 수 있었을 것"이라고 말했다.
아폴로 10호와 16호에 탑승했던 존 영은 우주비행사 손실에 대한 두려움이 NASA가 아폴로 18호, 19호, 20호 임무를 취소시킨 원인이라고 주장했다.

### 승무원 배정
당시 비행 승무원 운영 책임자는 슬래이턴이었으며 사실상 비행 승무원을 선발하는 작업도 맡았다. 슬래이턴은 우주비행사에게 두 차례의 달 착륙을 시킬 의도는 없었으나 역사학자 마이클 캐수트에 따르면 10차례의 달 착륙이 예정되었던 1969년 여름까지만 해도 슬래이턴은 LM 조종사 프레드 하이즈, 에드거 미첼, 제임스 어윈에게 지휘관으로 다시 달을 밟을 수 있는 기회를 줄 계획이었다고 밝혔다. 초기 아폴로 임무에서는 승무원을 백업으로 배정했다가 세 차례의 임무 후에는 주 승무원단으로 배치하는 교대제를 채택했지만 후기 아폴로 임무에서는 우주비행사들이 계획에서 떠나고 슬래이턴이 신인에게 기회를 주고자 했으며 우주비행사들이 더 이상 주 승무원단으로 이어질 수 없는 백업 자리를 맡기 원하지 않았기 때문에 교대제가 사실상 사용되지 않았다.
아폴로 18호 승무원의 경우 아폴로 15호의 백업 승무원으로 계획되었으며 그 목록은 아래와 같다.
- 리처드 고든(지휘관, CDR)
- 밴스 D. 브랜드(CSM 조종사, CMP)
- 해리슨 슈미트(LM 조종사, LMP)

아폴로 18호가 취소되자 슈미트는 과학계의 압력에 따라 조 엥글을 대신해 아폴로 17호의 승무원에 올랐다. 지질학자였던 슈미트는 12번째로 달에 오른 사람이자 달 위를 걸은 유일한 과학자 전문가로 기록되었다.
아폴로 19호 승무원은 슬래이턴이 원래(취소 이전) 아폴로 16호의 예비 승무원으로 계획했다.
- 프레드 하이즈(CDR)
- 윌리엄 포그(CMP)
- 제럴드 카(LMP)

아폴로 20호 승무원은 확실하게 정해지지 않았다. 일반적인 승무원 교대 방식에 따르면 승무원 목록은 아래와 같다.
- 스튜어트 루사(아폴로 12호의 CDR이었던 피트 콘래드 대체 승무원)
- 폴 J. 와이츠(CMP)
- 잭 R. 루스마(LMP)

그 외 언급되는 다른 승무원은 아래와 같다.
- 스튜어트 루사 혹은 에드거 미첼
- 잭 루스마
- 돈 L. 린드

## 참고 문헌
- Apollo 18, 19, 20, Skylab B and Skylab 5 at the Encyclopedia Astronautica
- CM-115 on display at Johnson Space Center. From A Field Guide to American Spacecraft.